# Cent vint-i-nou
El nombre 129 (CXXIX) és el nombre natural que segueix el nombre 128 i precedeix el nombre 130.
La seva representació binària és 10000001, la representació octal 201 i l'hexadecimal 81.
La seva factorització en nombres primers és 3×43; altres factoritzacions són 1×129 = 3×43; és un nombre 2-gairebé primer: 3×43 = 129.